# ان‌جی‌سی ۲۷۷۵
ان‌جی‌سی ۲۷۷۵ (انگلیسی: NGC 2775) نام یک کهکشان در صورت فلکی خرچنگ است.

## نگارخانه

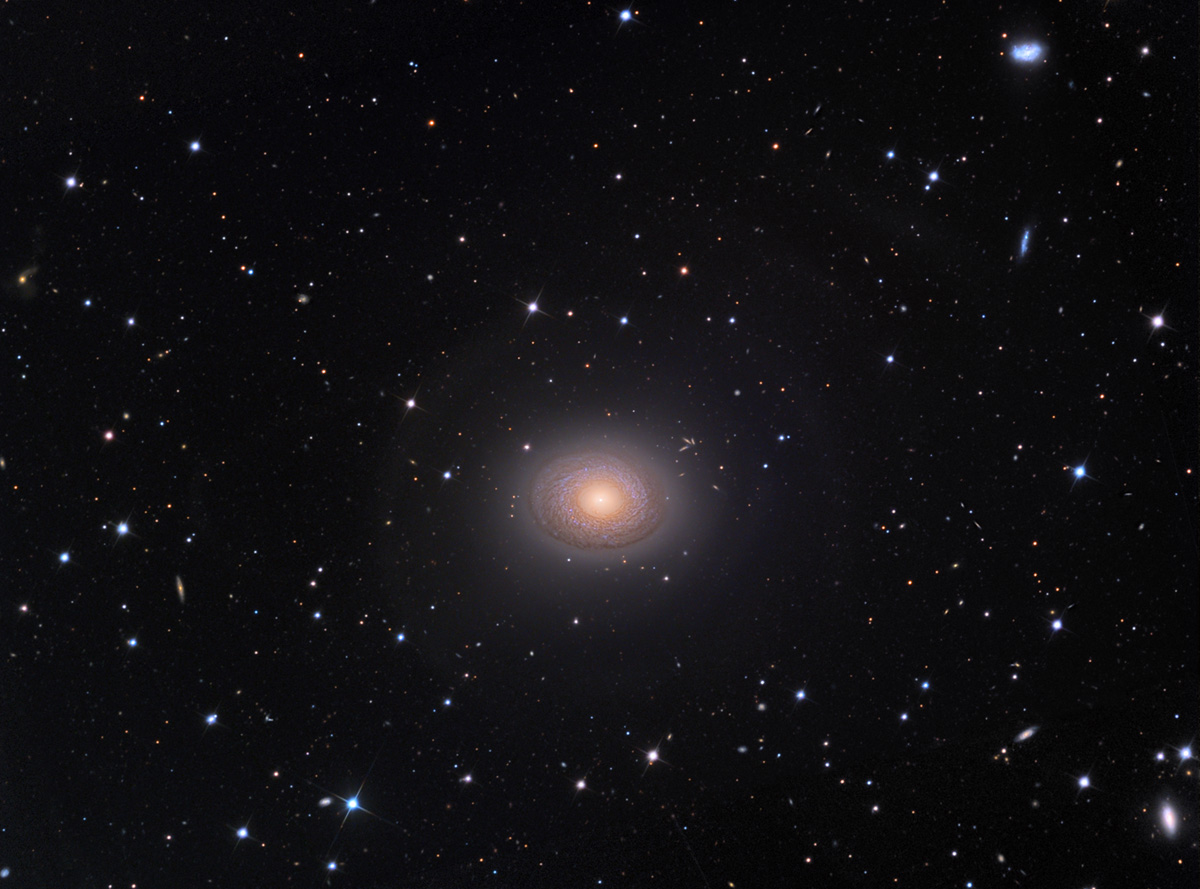
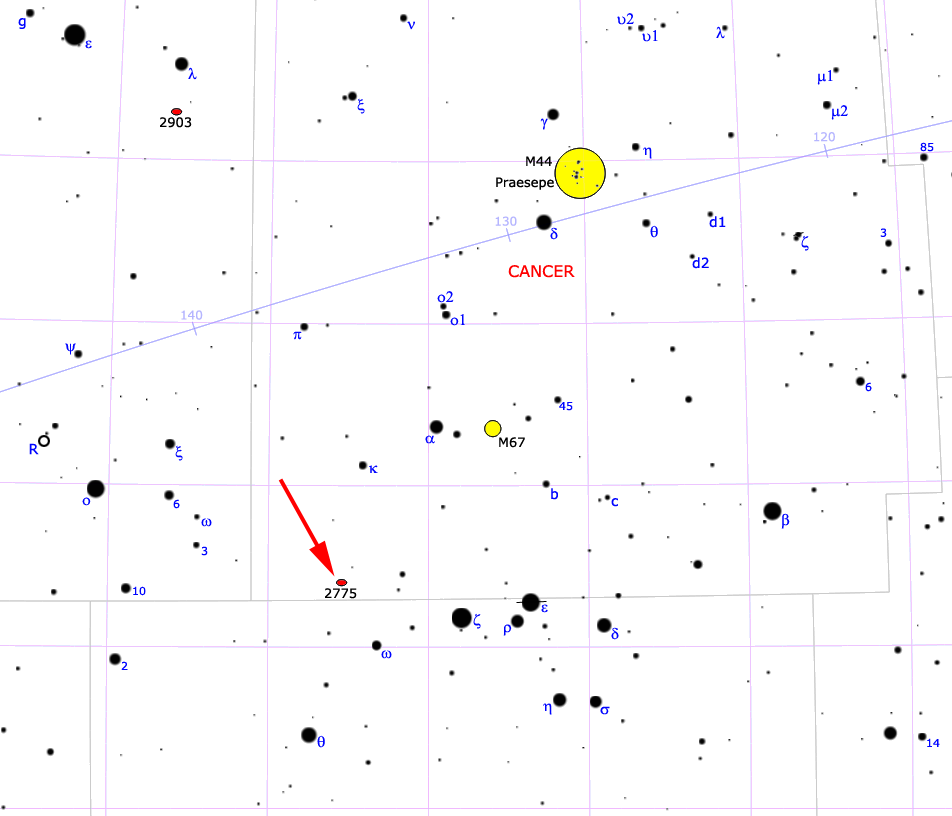